# Харвијев дујкер
Харвијев дујкер (лат. Cephalophus harveyi) је врста дујкера.

## Угроженост
Ова врста је наведена као последња брига, јер има широко распрострањење и честа је врста.

## Распрострањење
Ареал харвијевог дујкера покрива средњи број држава. Живи у Судану, Етиопији, Сомалији, Замбији, Кенији, Танзанији и Малавију.

## Станиште
Станишта врсте су шуме и речни екосистеми.